# Beto Carrero World
Beto Carrero World é um parque temático localizado no litoral norte do estado de Santa Catarina, Brasil. Inaugurado no dia 28 de dezembro de 1991, pelo seu idealizador João Batista Sérgio Murad, artisticamente conhecido como Beto Carrero, o parque está implantado em uma propriedade com 14 quilômetros quadrados junto ao Kartódromo Internacional Beto Carrero e o Instituto Beto Carrero, havendo bastante espaço para expansões e novos empreendimentos.
Considerado o maior parque temático da América Latina em 2014, o Beto Carrero World foi considerado o 6° melhor parque de diversão do mundo por usuários do site TripAdvisor. Localizado no município de Penha, a 35 quilômetros de Balneário Camboriú, 60 km de Blumenau, 66 km de Joinville com acesso próximo ao Aeroporto de Navegantes, a partir da BR-101, são pouco mais de seis quilômetros até a entrada do parque, igualmente por pista dupla de asfalto. 
O complexo Beto Carrero World conta uma pista de motocross e um kartódromo internacional, desenhado pelo alemão Herman Tilke. O Kartódromo possui pistas de boliche, lojas e restaurantes. Em 2011, recebeu a 500 Milhas de Kart, um importante evento que reúne as principais celebridades do automobilismo mundial e brasileiro.
Em 2023, o parque foi classificado como o segundo melhor do mundo, com base em avaliações do site TripAdvisor.

## História

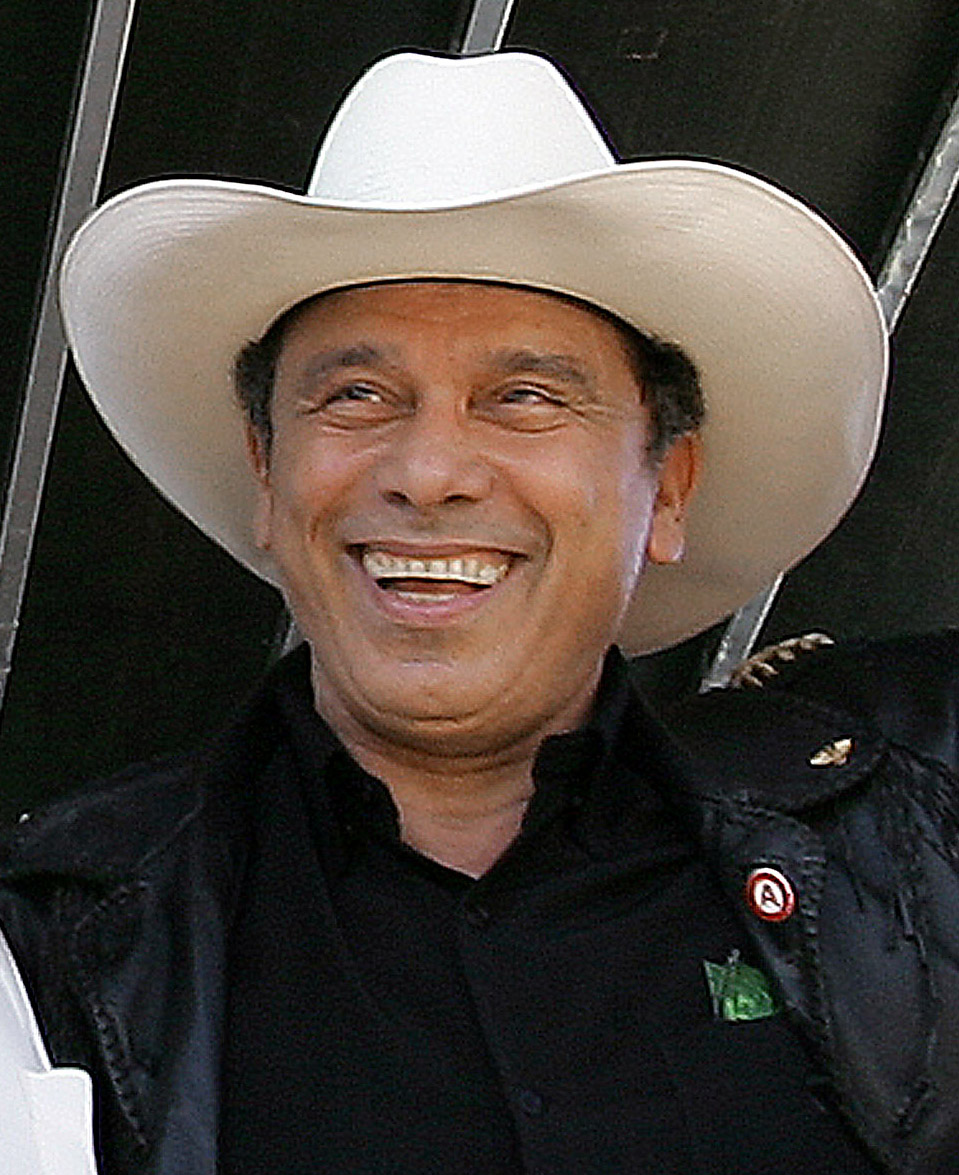
Beto Carrero em 2006

O paulista João Batista Sérgio Murad, que passou 16 anos quase em tempo integral no papel do caubói fictício Beto Carrero, o personagem central de um parque que foi inaugurado no dia 28 de dezembro de 1991 e  que começou com pouco mais que uma roda gigante e espetáculos improvisados debaixo de lonas de circo. Atualmente, o Beto Carrero World é um complexo de divertimento temático com teatros que apresentam espetáculos diários, brinquedos radicais e um zoológico. Trabalham ali mais de 1 100 pessoas, entre artistas e funcionários.
Problemas com dívidas e questões contábeis levaram Murad ao banco de réus num processo movido pela Receita Federal e a empresa da família atravessou anos difíceis. Em 2001, em meio aos problemas, Murad decidiu mudar a gestão. O parque passou a ser administrado por profissionais treinados pela Fundação Dom Cabral, de Belo Horizonte. Sua participação nas decisões administrativas restringia-se a um almoço diário com os executivos. Em faturamento, o Beto Carrero só perde para o Hopi Hari, em Vinhedo, no interior paulista, que registrou receita de 66 milhões de reais em 2006.
Durante a BNT 2012, o parque apresentou uma importante aliança internacional no mercado do entretenimento brasileiro. O acordo se trata de novas atrações elaboradas com duas empresas internacionais de cinema, que são a DreamWorks Animation e a Universal Studios. A DreamWorks é especializada em animações como Shrek, Kung Fu Panda, e Madagascar. Já a Universal já fez grandiosos filmes como A Lista de Schindler, E.T., King Kong e Tubarão.[carece de fontes?]
Em junho de 2023, o parque foi eleito o preferido do Brasil e o segundo melhor do mundo em 2023, pela plataforma TripAdvisor.

## Regiões do parque
Atualmente o parque está dividido em onze áreas distintas, com suas particularidades que vão desde os brinquedos, espetáculos e até mesmo sua tematização completa.

### Avenida das Nações
A porta de entrada do Beto Carrero World, possui diversas atrações importantes além de áreas de serviços e alimentação.
| Atração                                    | Tipo       | Descrição | Observação   |
| ------------------------------------------ | ---------- | --- | ------------ |
| Acqua                                      | Espetáculo | Show onde um naufrágio é simulado e diversos artistas fazem uma incrível apresentação no fundo do mar, alternando suas habilidades em acrobacias, malabarismos e danças, emoldurados por uma fascinante jogo de luzes e trilha musical. Um belíssimo show. |              |
| Castelo das Nações                         | Familiar   | Com 10.444m² de área é o maior prédio de todo o parque e que também funciona como portal de entrada do parque, recebendo uma pintura que ajuda na atmosfera lúdica e é marco para muitas fotos. Mais que um portal, é dentro do Castelo que estão localizadas as bilheterias, as salas para retirada de passaportes, agência bancária, caixas eletrônicos, loja da Grife Beto Carrero e Betinho Carrero, serviço de achados e perdidos, guarda-volumes, setores administrativos, espaços para eventos e sanitários. O espaço ainda abrigaria uma estação de trem que conectaria a outros empreendimentos do grupo mas segue desativada. |              |
| Cine Betinho Carrero 4D                    | Familiar   | Anteriormente chamado Cine Mademotion, é uma sala de cinema com imagem em 4D, poltronas com movimentos que interagem com o filme e efeitos que mexem com todas as sensações do corpo. |              |
| Natal do Shrek                             | Espetáculo | Atração sazonal durante as festas de fim de ano, o Natal do Shrek cativa principalmente crianças e todos aqueles que amam o clima desta época tão especial. O espetáculo conta com diversos personagens como Fiona, Gato de Botas, Biscoito, além de Po, e os Pinguins de Madagascar. |              |
| Passeio de Helicóptero                     | Radical    | Oferece vistas maravilhosas da região de Penha e do parque, passando também por todo o seu magnífico litoral | Pago à parte |
| Praça de Alimentação e Carrossel Veneziano | Familiar   | Uma das maiores estruturas do parque, onde há várias opções de lanches, massas, sorvetes, etc. Em seu centro está um dos mais belos brinquedos do empreendimento, o Carrossel Veneziano, iluminado com 1.800 lâmpadas e com dois pisos. |              |
| Praça de Eventos e Fotos                   | Familiar   | Praça localizada logo após a entrada do parque destinada para a realização de eventos e que também recebe diversos personagens da DreamWorks (Shrek, Kung Fu Panda, Megamente, Madagascar) para tirar fotos. |              |
| Raskapuska                                 | Familiar   | São 15 botes que navegam no interior de uma enorme montanha, repleta de cenários encantadores com centenas de personagens da literatura infantil, embalados por uma música envolvente e efeitos especiais. No final, uma queda na água completa o passeio pela montanha mágica. |              |

### Mundo Animal
Área do parque onde ficavam concentradas atividades como zoológico, com centenas de animais, distribuídos em várias espécies. O Mundo Animal foi oficialmente fechado para visitação em 27 de junho de 2024, após a transferência da maior parte dos animais para outros zoológicos e santuários não revelados ao público. Até fevereiro de 2025, a estrutura continuava ativa para abrigar os animais que permaneceram no parque, como a elefante Baby, não havendo previsão de futuras atrações na área nem do destino desses espécimes.

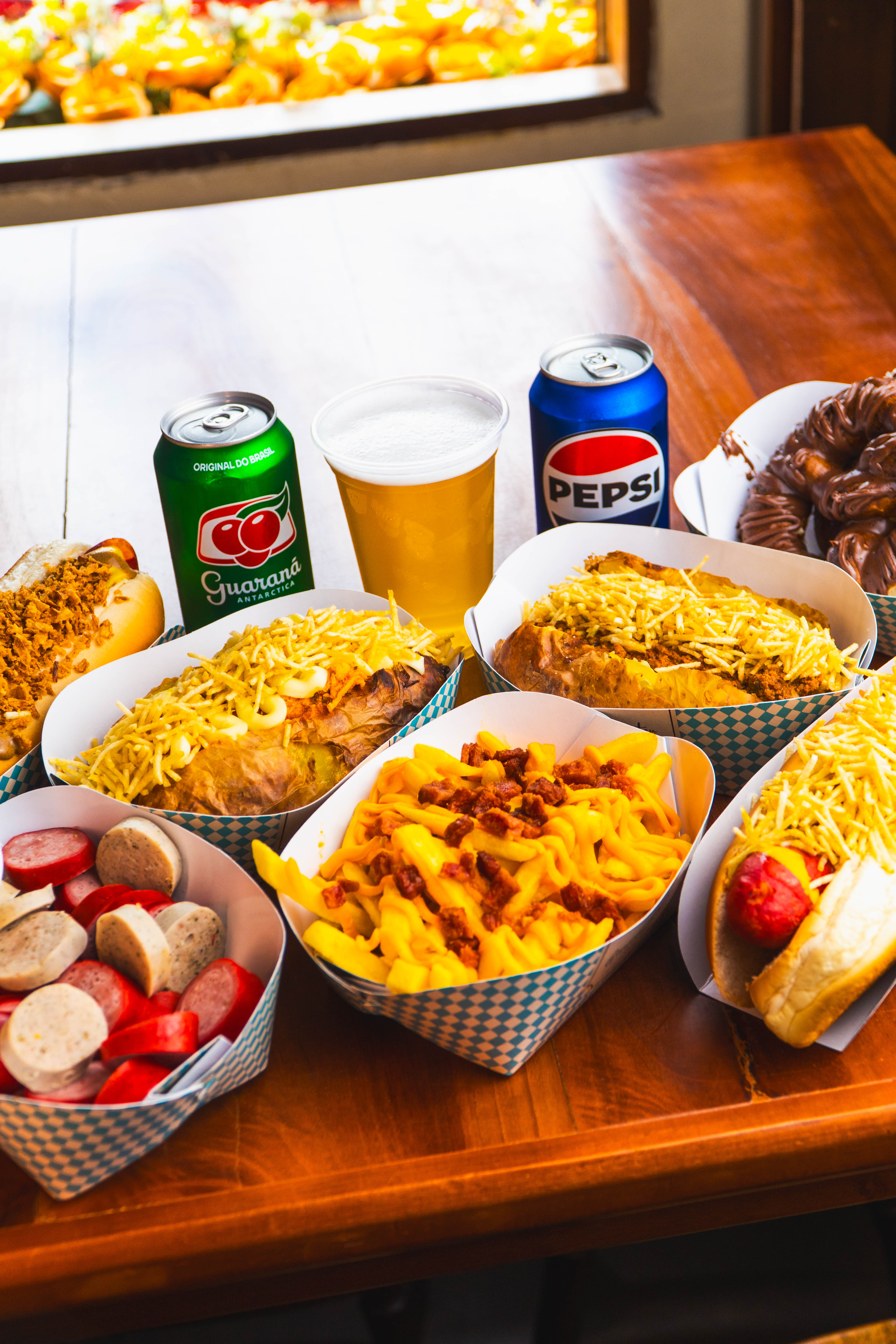
Restaurante Fritz & Fritas na Vila Germânica

### Vila Germânica

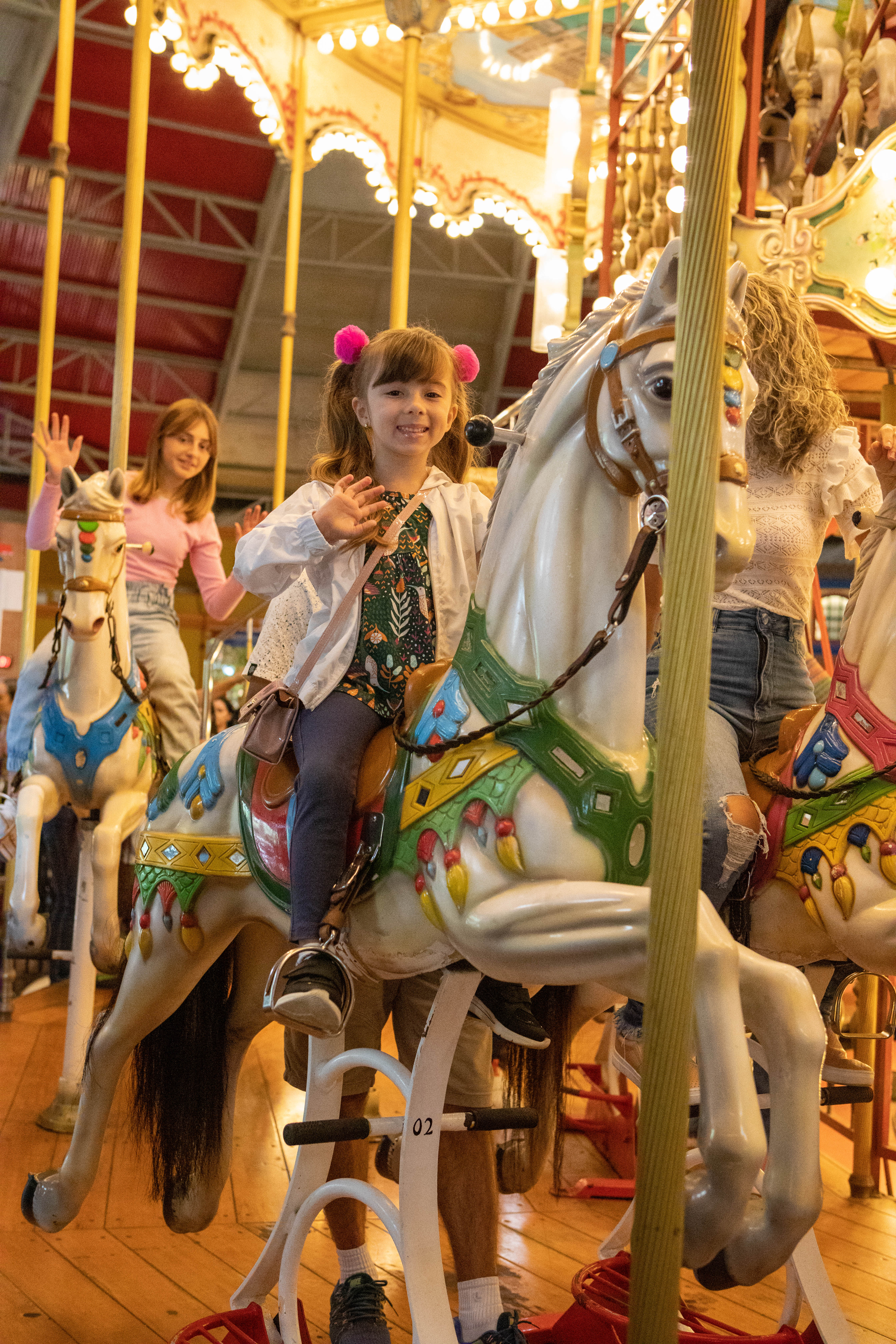
Carrossel Veneziano na Vila Germânica

Área temática em homenagem a imigração alemã no estado de Santa Catarina, que abriga o Beto Carrero World.[carece de fontes?] A área conta com construções em arquitetura alemã que abrigam lojas e restaurantes como o Bier Haus que serve pratos típicos da culinária alemã.
| Atração            | Tipo              | Descrição | Observação   |
| ------------------ | ----------------- | --- | ------------ |
| Cine Renato Aragão | Familiar          | Área destinada a realização de convenções, palestras, eventos corporativos e outros acontecimentos, o Cine Renato Aragão visa atender empresas que desejam organizar eventos dentro de Beto Carrero World.                                               |              |
| Excalibur          | Espetáculo        | Restaurante com show temático (45 minutos de duração) que reconstituí o ambiente dos duelos medievais, com artistas caracterizados com figurino de época, travando uma intensa batalha em busca da lendária espada do Rei Arthur.                        | Pago à parte |
| Área de Fotos      | Familiar          | Em sessões de 15 minutos, personagens do Shrek aparecem para tirar fotos com os visitantes. |              |
| Mundo dos Cavalos  | Familiar          | Espaço dedicado aos imponentes cavalos dos cavaleiros medievais do Show Excalibur. |              |
| Tigor Mountain     | Familiar Infantil | De fabricação da holandesa Vekoma, essa montanha-russa tem 285 metros de extensão, 15 metros de altura e 50km/h. A atração é direcionada à família inteira, que embarca na estação construída em estilo germânico e depois sobrevoa as águas de um lago. |              |

### Triplikland
Área do parque com atrações voltadas principalmente para o público mais familiar e infantil. A área também conta com o Palácio dos Sorvetes, sorveteria toda tematizada e que também serve de ponto para fotos.
| Atração         | Tipo     | Descrição | Observação   |
| --------------- | -------- | --- | ------------ |
| Acqua Boat      | Infantil | Atração infantil similar a auto pista porém na água. | Pago à parte |
| Autopista       | Familiar | Tradicionais carrinhos de bate-bate. |              |
| Baby Elefante   | Infantil | Com a temática da Baby Elefante, este brinquedo infantil que possui elefantes que sobem e descem, proporcionando diversão e adrenalina para as crianças. |              |
| Pedalinho       | Familiar | Um belo e romântico passeio pelo lago próximo à Ilha Pirata, com pedalinhos da Turma do Betinho Carrero.                                                 |              |
| Roda Gigante    | Familiar | Outro brinquedo indispensável em qualquer parque, suas gôndolas giram e possuem formato de chapéu de cowboy. Tem cerca de 25 metros de altura.           |              |
| Xícaras Malucas | Familiar | As tradicionais xícaras malucas, que giram em todas as direções.                                                                                         |              |

### Cowboyland
Inaugurada em janeiro de 2022 como parte das comemorações de 30 anos do parque, a Cowboyland trata-se de uma renovação da antiga área do Velho Oeste com temática mais imersiva e belo paisagismo. Com  entregas em fases, a primeira parte da área também possui restaurantes, lanchonetes, lojas, pontos para fotos, farmácia e fraldário.

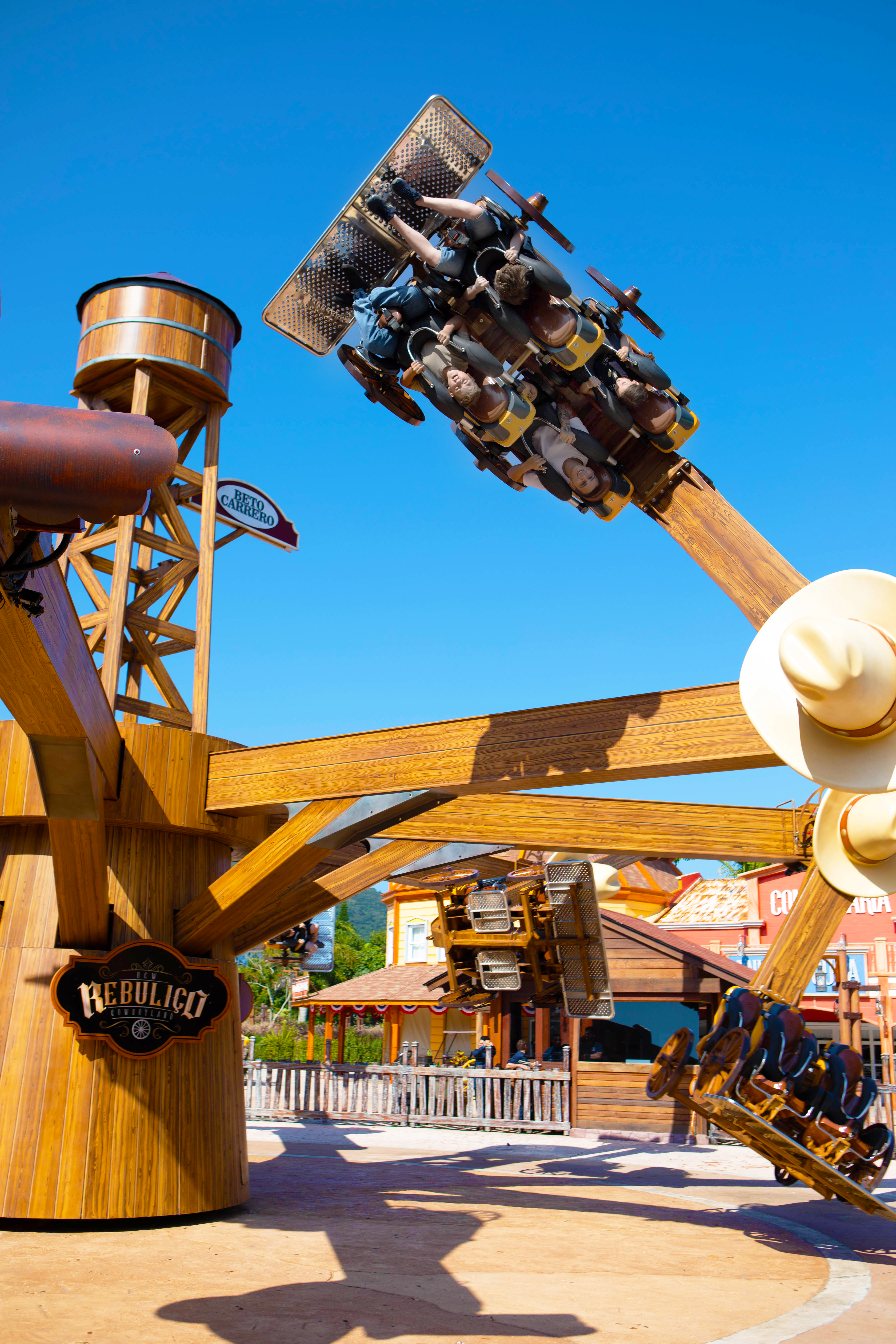
Rebuliço na Cowboyland

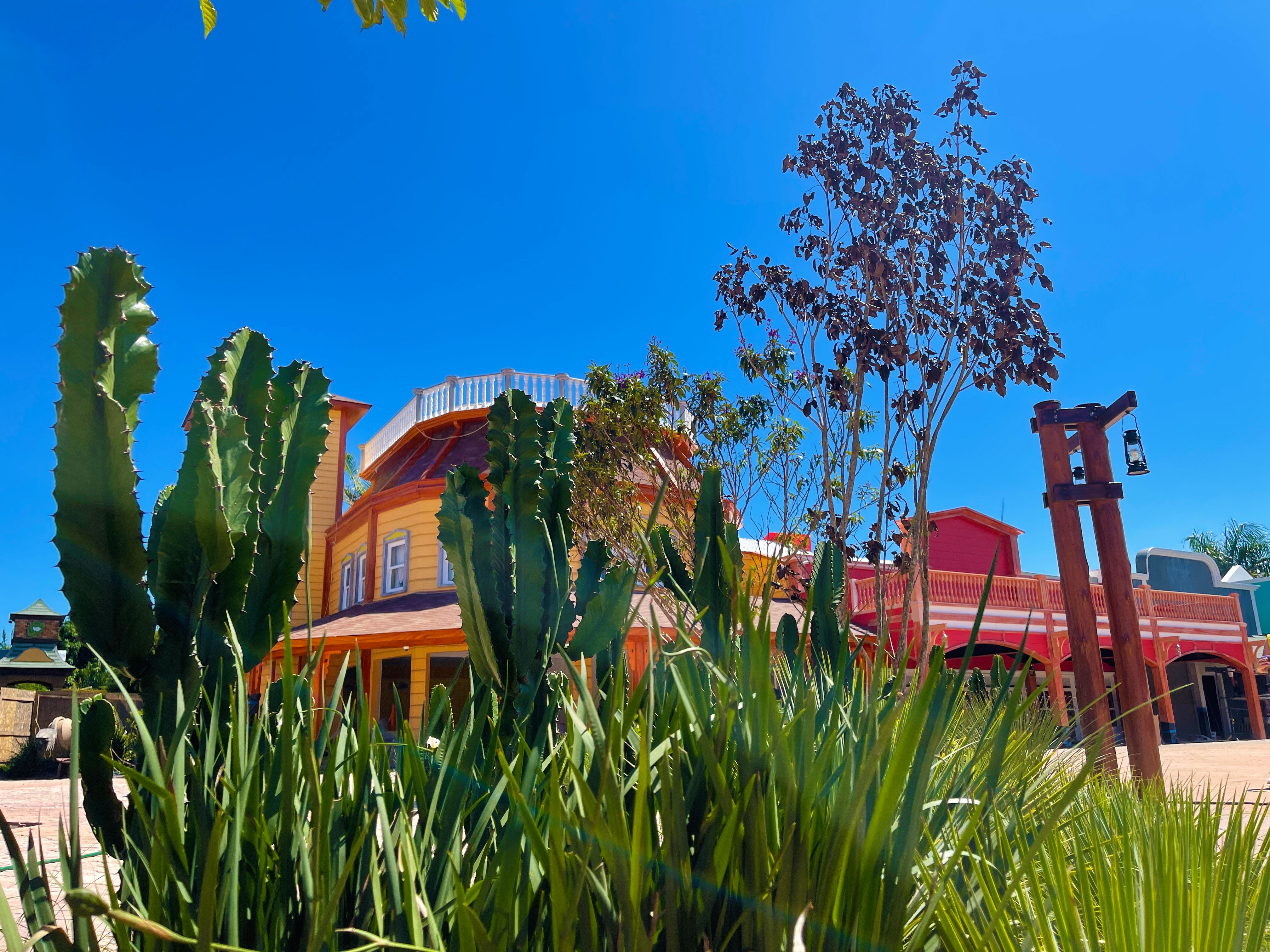
Área Cowboyland

| Atração               | Tipo       | Descrição | Observação                            |
| --------------------- | ---------- | --- | ------------------------------------- |
| Aldeia Indígena       | Familiar   | Elementos temáticos para tirar fotos reproduzindo uma aldeia indígena americana. |                                       |
| Área de Fotos         | Familiar   | Ponto de fotos com o personagem Betinho e Lully. |                                       |
| Cavalaria             | Familiar   | Espaço que anteriormente abrigava e cuidava dos cavalos utilizados nos shows, hoje segue como parte da fila do Rebuliço mas também abriga um espaço reservado em que os visitantes podem ter contato com o famoso cavalo Faísca companheiro das aventuras do Beto Carrero. |                                       |
| Chapéu e Bota Gigante | Familiar   | Ponto criativo e divertido para fotos que fascinam adultos e crianças. No Chapéu Gigante está localizada mais uma Griffe com produtos Beto Carrero. |                                       |
| Dum-Dum               | Infantil   | Montanha-russa inspirada no jacaré Dum Dum - um dos personagens da Turma do Betinho Carrero, é indicado para as crianças. |                                       |
| Fort Álamo            | Familiar   | Elemento cenografico do parque, que abriga lojas e locais para alimentação. |                                       |
| Memorial Beto Carrero | Familiar   | Criado para contar aos visitantes a história do mais famoso cowboy do país, este espaço é uma das atrações mais emocionantes do parque temático. O local, que também é o hall do Sonho do Cowboy, expõe toda sua indumentária, além de reproduções de locais queridos por ele, como sua cozinha e seu escritório. Minuciosamente planejado, mostra, além de chicotes, selas, chapéus, entre outras lembranças, inúmeras fotos e vídeos de Beto Carrero com muitos de seus amigos e também com o trailer original de um filme de John Wayne, adquirido por Beto Carrero para uso pessoal. |                                       |
| O Sonho do Cowboy     | Espetáculo | Show criado, dirigido e coreografado por Maicon Clenk, que conta a origem da personagem Beto Carrero. O musical conta com cenários, equipamentos e tecnologia de última geração e encerra com chave de ouro o dia de visita ao Beto Carrero World. O show estreou em novembro de 2010. |                                       |
| Rebuliço              | Radical    | Inaugurado em janeiro de 2022, marca o início da comemoração dos 30 anos do parque. De fabricação da Zamperla, esta atração é a primeira do modelo Air Race no país e chama atenção por suas gôndolas que giram 360° deixando os visitantes de ponta cabeça várias vezes. | Serviço de foto e vídeo pago à parte. |
| Shootin' Gallery      | Familiar   | Atração segue o clássico jogo de tiro ao alvo muito comum em parques de diversão. |                                       |

### Ilha dos Piratas
Uma ilha ligada ao centro do parque por uma ponte pênsil, sendo absolutamente toda tematizada com diversos pontos e elementos para fotos, ao seu lado funcionam os pedalinhos, em um pequeno lago que a separa do restante do complexo. Suas atrações são:

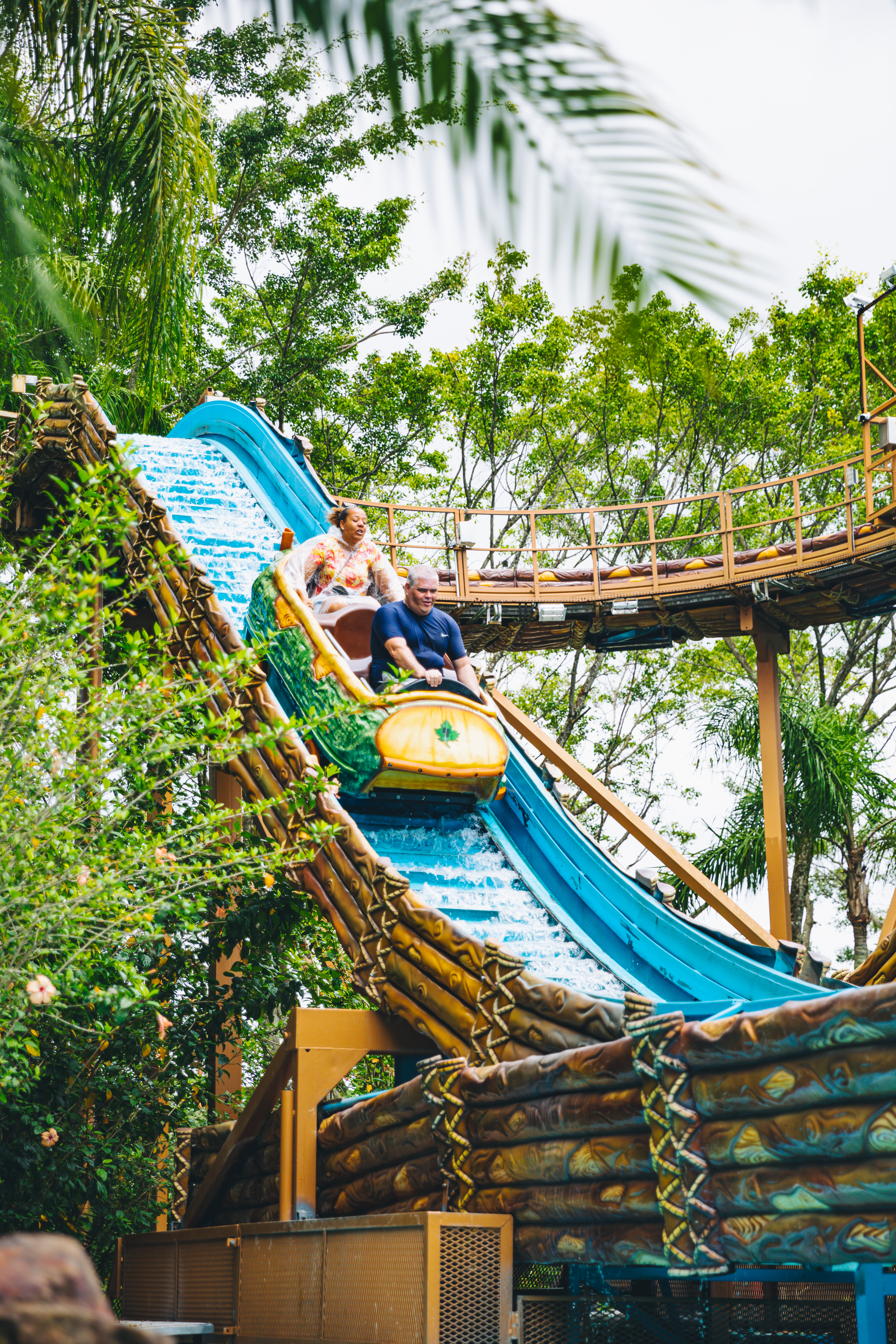
Tchibum!, uma atração aquática

| Atração               | Tipo     | Descrição | Observação                                                  |
| --------------------- | -------- | --- | ----------------------------------------------------------- |
| Bar Pirata            | Familiar | Área tematizada com animatrônicos e ponto para fotos. |                                                             |
| Barco Pirata          | Familiar | De fabricação da Huss Rides tradicional barco pirata. |                                                             |
| Caverna dos Piratas   | Familiar | Ocupa a maior parte da ilha, com uma tematização bastante complexa e interessante a respeito destes piratas. |                                                             |
| Casa dos Espelhos     | Familiar | Local com diversos espelhos, que emagrecem, engordam, esticam ou encolhem. |                                                             |
| Casa do Projeto TAMAR | Familiar | O local conta com exposições de materiais educativos, que informam sobre o Projeto e o trabalho desenvolvido em prol das tartarugas marinhas. São painéis, esculturas, vídeos e QR Codes com muitas informações, proporcionando um ambiente de entretenimento educativo. | Toda a arrecadação do espaço é direcionada ao Projeto TAMAR |
| Ponte Pênsil          | Familiar | Para adentrar na mística Ilha dos Piratas, o visitante tem que passar por uma extensa Ponte Pênsil. |                                                             |

### Aventura Radical

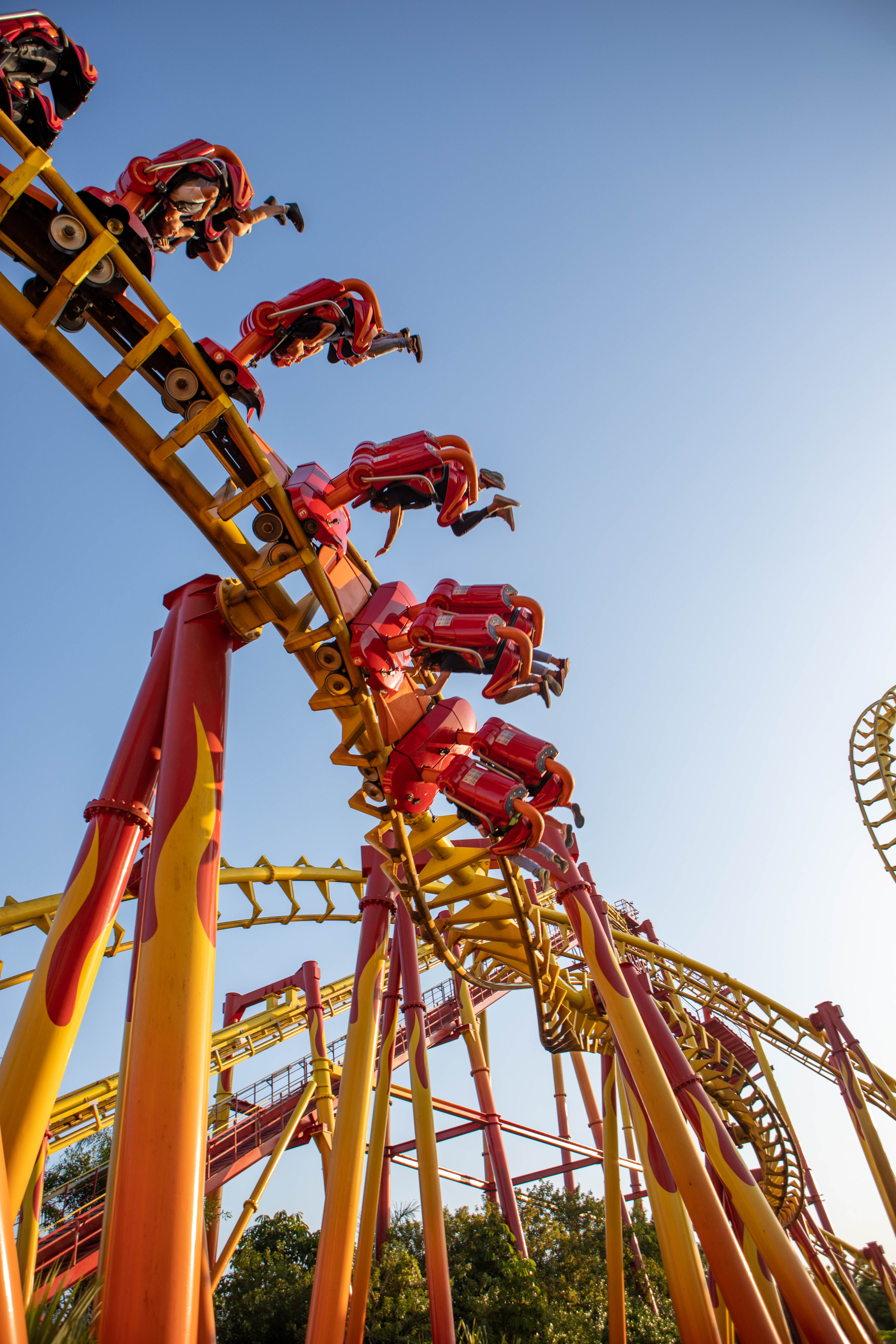
Montanha-russa FireWhip

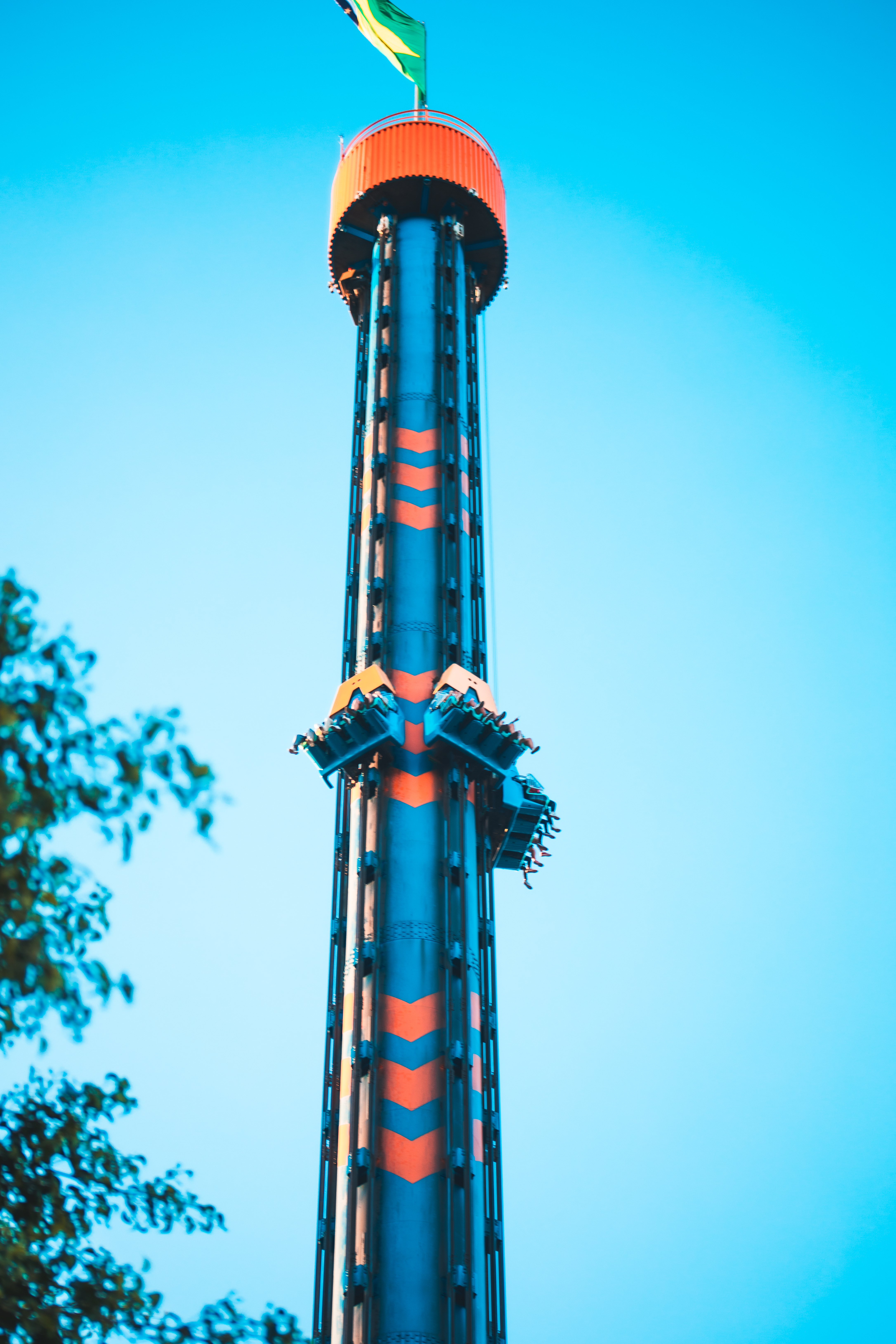
Big Tower

Área do parque que reúne as principais atrações mais radicais e por conta disso, também atraí bastante público. Conta com lanchonetes, quiosques e área de games, mas também é nessa região que ficavam atrações que marcaram a história do parque como o Civilizações Perdidas (atração do tipo river rapids inaugurada em 2004 com temática de ruínas antigas de civilizações já extintas antes de ser retematizado para a área do filme Madagascar) e a Free Fall, que foi a primeira torre de queda livre do país e uma das primeiras gerações de torre do mundo.
| Atração             | Tipo     | Descrição | Observações                           |
| ------------------- | -------- | --- | ------------------------------------- |
| FireWhip            | Radical  | Inaugurada no final de 2008 em comemoração aos 17 anos do Beto Carrero World, a Fire Whip, montanha russa do tipo invertida e de fabricação da holandesa Vekoma, tem 40 metros de altura, cinco inversões, 700 metros de extensão e atinge uma velocidade de quase 100 km/h. Com uma capacidade de atendimento de até 1.100 passageiros por hora, proporciona um sobrevoo por lagos em área cenográfica construída especialmente para ela. Seu nome é uma homenagem ao icônico chicote do cowboy Beto Carrero. O custo total da montanha russa chegou à R$ 15 milhões. | Serviço de foto e vídeo pago à parte. |
| Portal da Escuridão | Radical  | Idealizado pela empresa de criações temáticas Indiana Mystery, inicialmente se chamava Castelo do Terror. Na atração, os visitantes passam por sete cenários inspirados em famosos filmes de terror, como O Exorcista e O Massacre da Serra Elétrica. | Paga à parte                          |
| Star Mountain       | Radical  | Inicialmente chamada por Star World Mountain, de fabricação da holandesa Vekoma, esta montanha russa importada tem duas inversões, 35 metros de altura e chega a quase 90 km/h. É uma das mais famosas atrações do parque. |                                       |
| Tchibum             | Familiar | Um canal de água onde os barquinhos-troncos passeiam a 15 metros de altura até despencarem a 80 km/h em um tanque de água. São duas subidas e descidas, que deixam os visitantes encharcados. |                                       |

### Hot Wheels
Inaugurada em junho de 2018, a área de Hot Wheels, famosa franquia de brinquedos da Mattel proporciona uma experiência única para os visitantes, unindo a paixão das crianças e dos adultos . A área muito tematizada conta com pontos de fotos e inclui uma loja oficial da linha de brinquedos e um restaurante temático com vista privilegiada para a arena onde é realizado o Hot Wheels Epic Show.

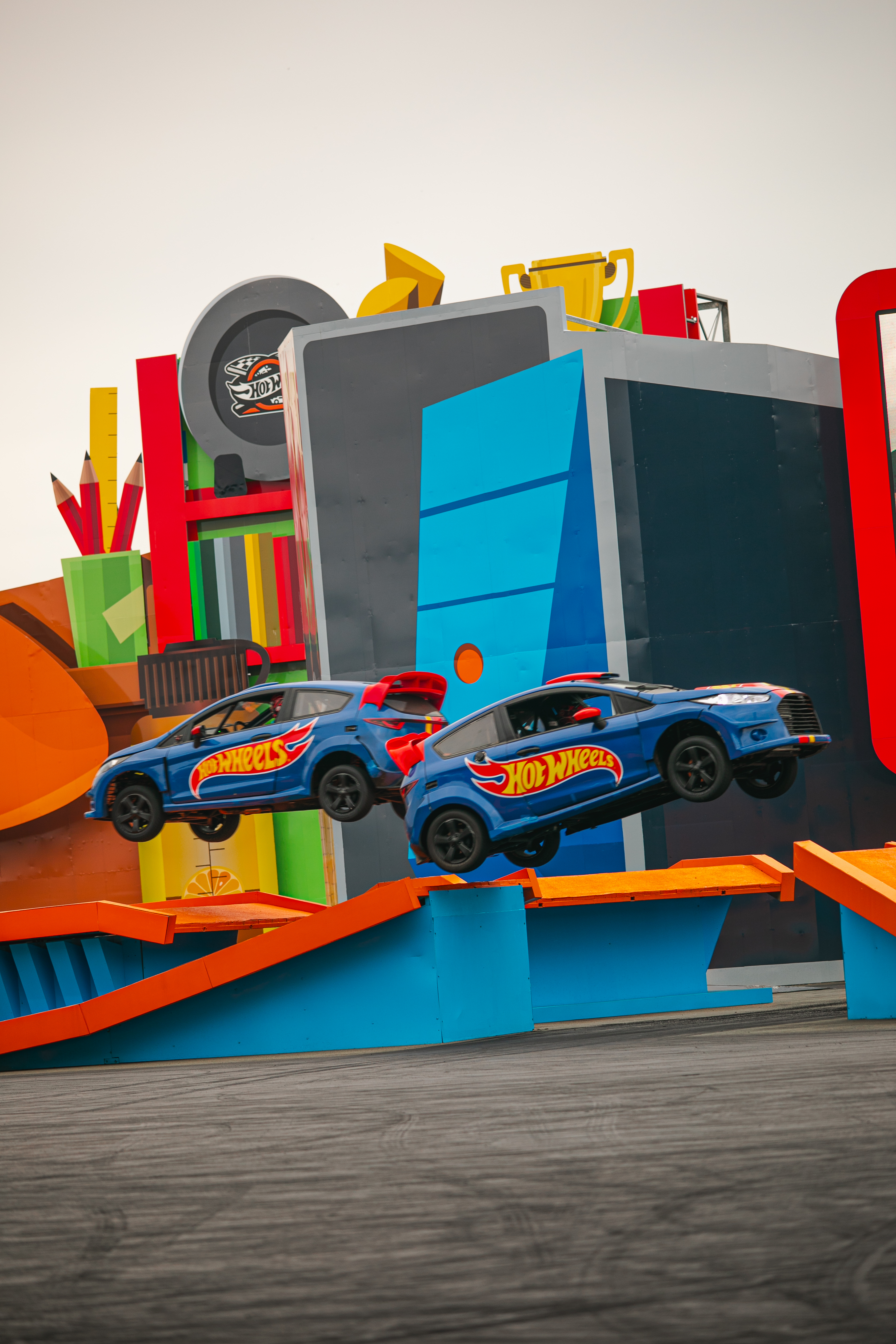
Dois carros durante uma apresentação do Hot Wheels Epic Show

| Atração                 | Tipo       | Descrição | Observação   |
| ----------------------- | ---------- | --- | ------------ |
| Big Tower               | Radical    | Uma das mais novas gerações de torres de queda livre da Intamin, é a atração mais alta do parque. Com 93 metros de altura, alcança uma velocidade de 120 km/h. Foi inaugurada em 2003. |              |
| Hot Wheels Epic         | Espetáculo | No Hot Wheels Epic, o público vibra com uma apresentação emocionante de carros, repleta de manobras radicais, velocidade e muita adrenalina! Anteriormente chamado "Extreme Show", está atração que também já teve como tema o filme Velozes e Furiosos (em uma parceria com a Universal Studios) é uma das mais disputadas em dias de parque cheio sendo recomendado chegar na fila com no mínimo 30 minutos de antecedência da próxima sessão. |              |
| Hot Wheels Extreme Kids | Infantil   | Nesta atração as crianças dirigem jipinhos elétricos tematizados, em uma pista exclusiva, com um percurso divertido e emocionante. | Pago à parte |
| Hot Wheels Kart Racing  | Radical    | Nesta atração, você dirige um Kart personalizado com o tema da área, sob a sensação de participar de uma corrida de Formula 1. | Pago à parte |

### Madagascar

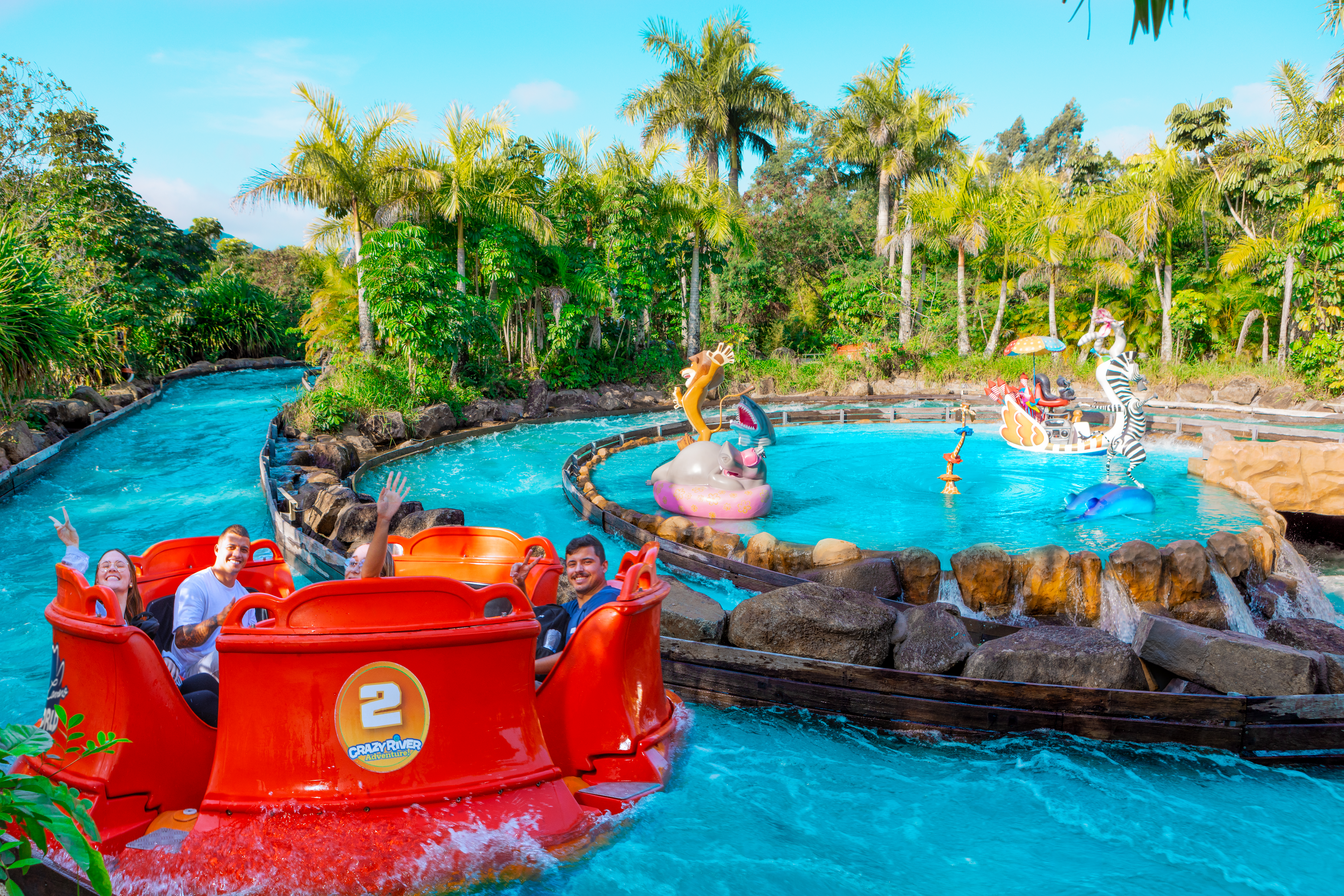
Madagascar Crazy River Adventure

Durante a 17ª edição da Avirrp, Associação das Agências de Viagens de Ribeirão Preto (SP), foi anunciada a construção de uma nova área temática no parque em parceria com a DreamWorks. A área de Madagascar seria inaugurada em outubro de 2013, porém a grandiosa obra só ficou pronta em fevereiro de 2014. Totalmente ao estilo do filme Madagascar, essa extensa área conta com diversas atrações para toda a família.
| Atrações                          | Tipo       | Descrição |
| --------------------------------- | ---------- | --- |
| Madagascar Crazy River Adventure! | Familiar   | Originalmente Império das Águas, é uma das maiores atrações construída quase completamente pelo Beto Carrero World. Mais de mil toneladas de pedras e cerca de 16 milhões de litros de água por minuto simulam um rafting, que leva os visitantes através de um rio de quase um quilômetro de extensão e cinco metros de largura. Desde 2013 é tematizada com os personagens de Madagascar. |
| Madagascar Circus Show            | Espetáculo | O mais novo show de Beto Carrero World, localizado na entrada principal da área de Madagascar, o show conta com diversas acrobacias e muita dança, junto de seus personagens preferidos. |
| Circus Plaza                      | Familiar   | Praça com ponto de fotos dos personagens do filme e com o trem Zaragoza Hungry Wagon que disponibiliza lanchonetes para o visitante se deliciar. |
| Área de fotos                     | Familiar   | Uma área para tirar fotos com os personagens de Madagascar. |

### Terra da Fantasia
Uma das grandes áreas do parque, onde todas as atrações são vistas por um passeio de trem, na Ferrovia DinoMagic. O passeio parte da estação João Alves de Queiroz e o passeio é todo narrado pelo percurso.

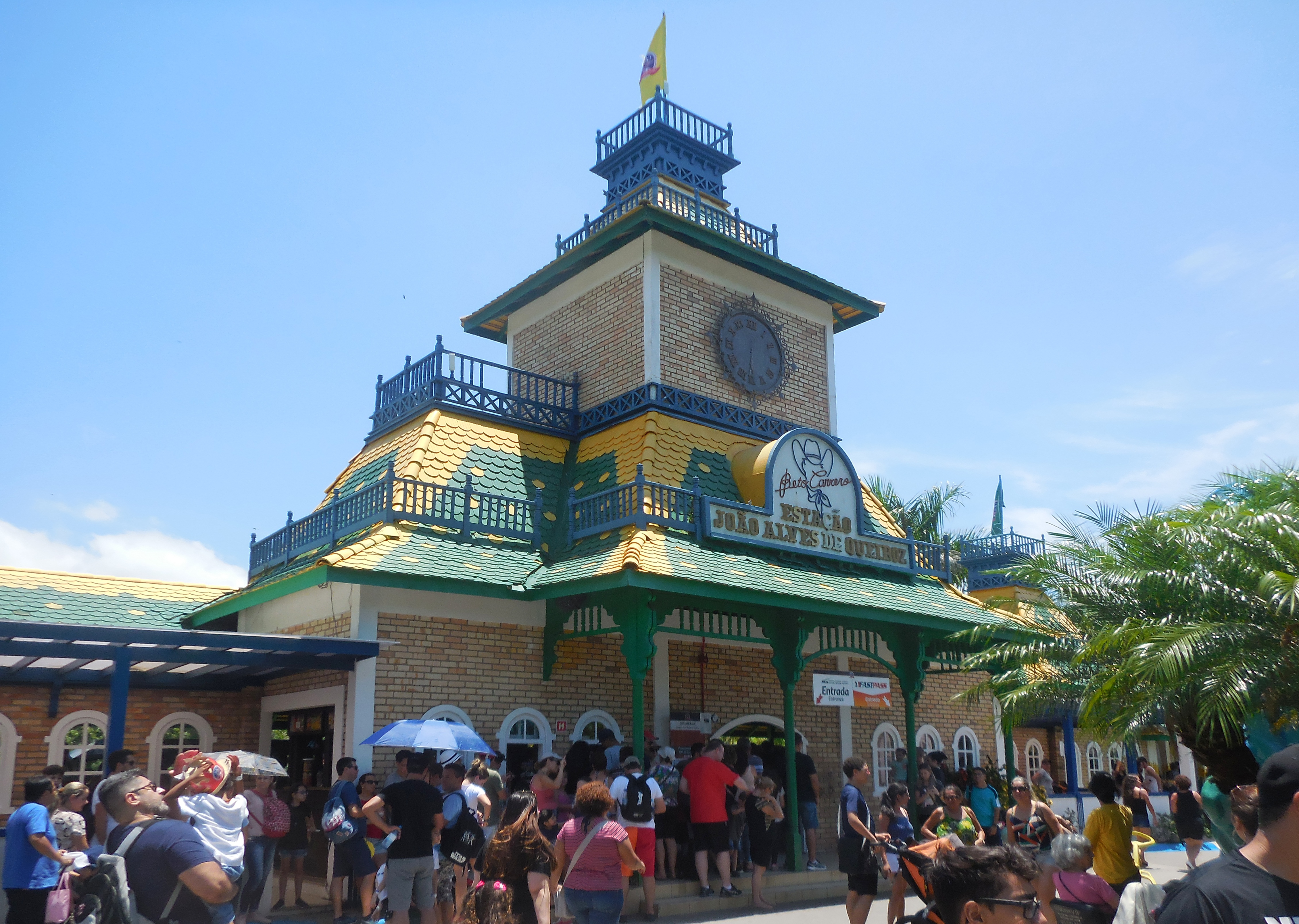
Estação João Alves de Queiroz, embarque para a Terra da Fantasia.

| Atração                       | Tipo     | Descrição |
| ----------------------------- | -------- | --- |
| Centro de Primatologia        | Familiar | Entre os quase 1.000 mil animais do Zoológico do Beto Carrero World, os primatas recebem um tratamento ainda mais especial. Onze ilhas formam um arquipélago totalmente dedicado a estes animais tão animados e curiosos. Um completo Centro de Primatologia inaugurado em 2007 com maternidade e consultório veterinário especial. O visitante confere essa atração durante o passeio de trem da Ferrovia DinoMagic. |
| Estação João Alves de Queiroz | Familiar | É a partir desta estação, batizada em homenagem a um grande amigo do Beto Carrero que se inicia o passeio de trem da Ferrovia DinoMagic. |

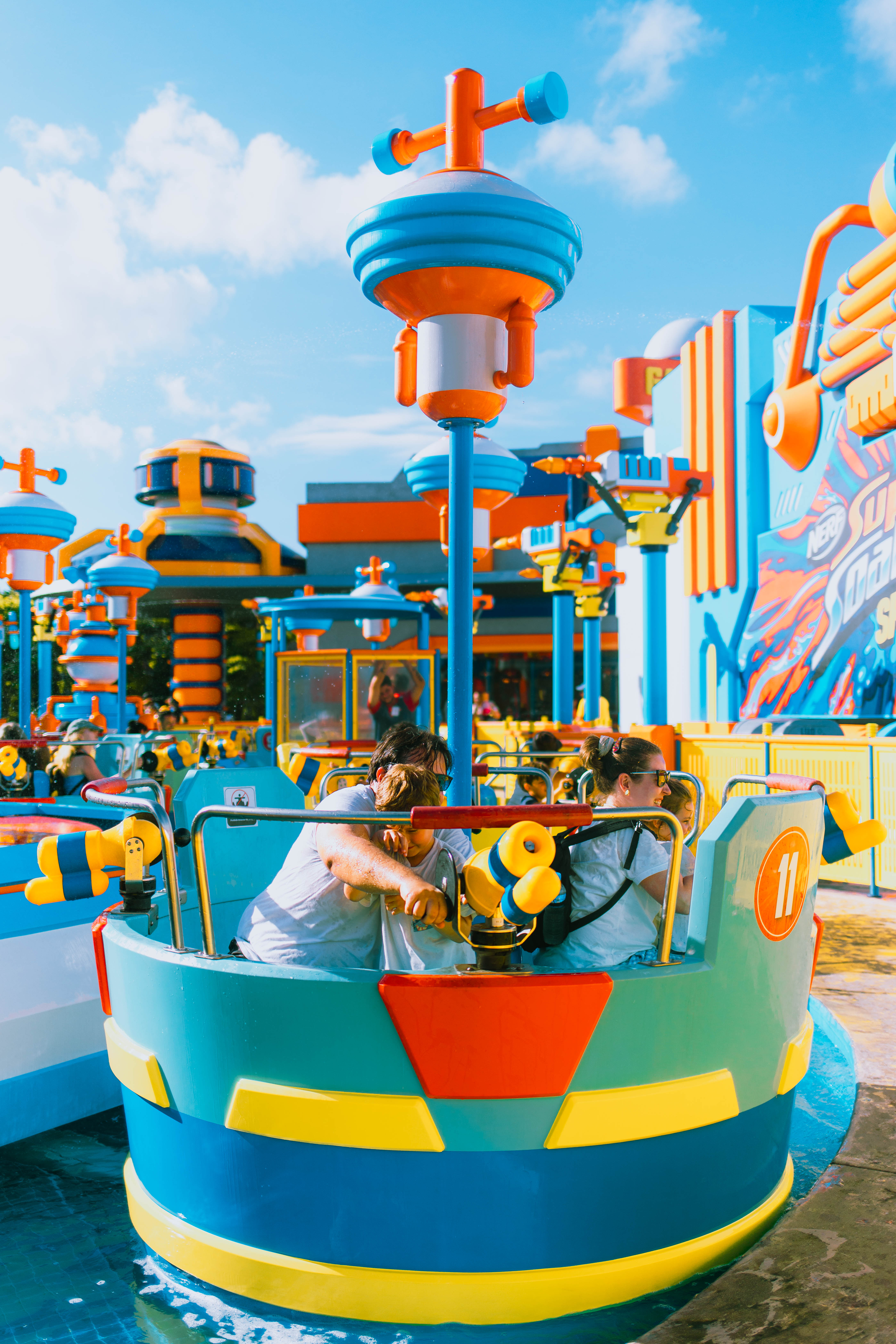
Atração Super Soaker Splash na Nerf Mania

| Ferrovia DinoMagic            | Familiar | Um charmoso trem inglês, sai da Estação João Alves de Queiroz para levar os visitantes a um inesquecível passeio de 5 km pela Mata Atlântica, com vegetação cuidadosamente preservada. Um caminho cheio de surpresas que leva a um mundo de magia povoado por dinossauros, seres da floresta e criaturas gigantes. Para completar a emoção, no trajeto ainda acontece um terrível assalto ao trem próximo da Casa do Beto Carrero. Após todos os passageiros viverem fortes emoções, o trem segue para uma viagem no tempo, que leva todos à Caverna dos Dinossauros que conta com animatrônicos. |

### Nerf Mania

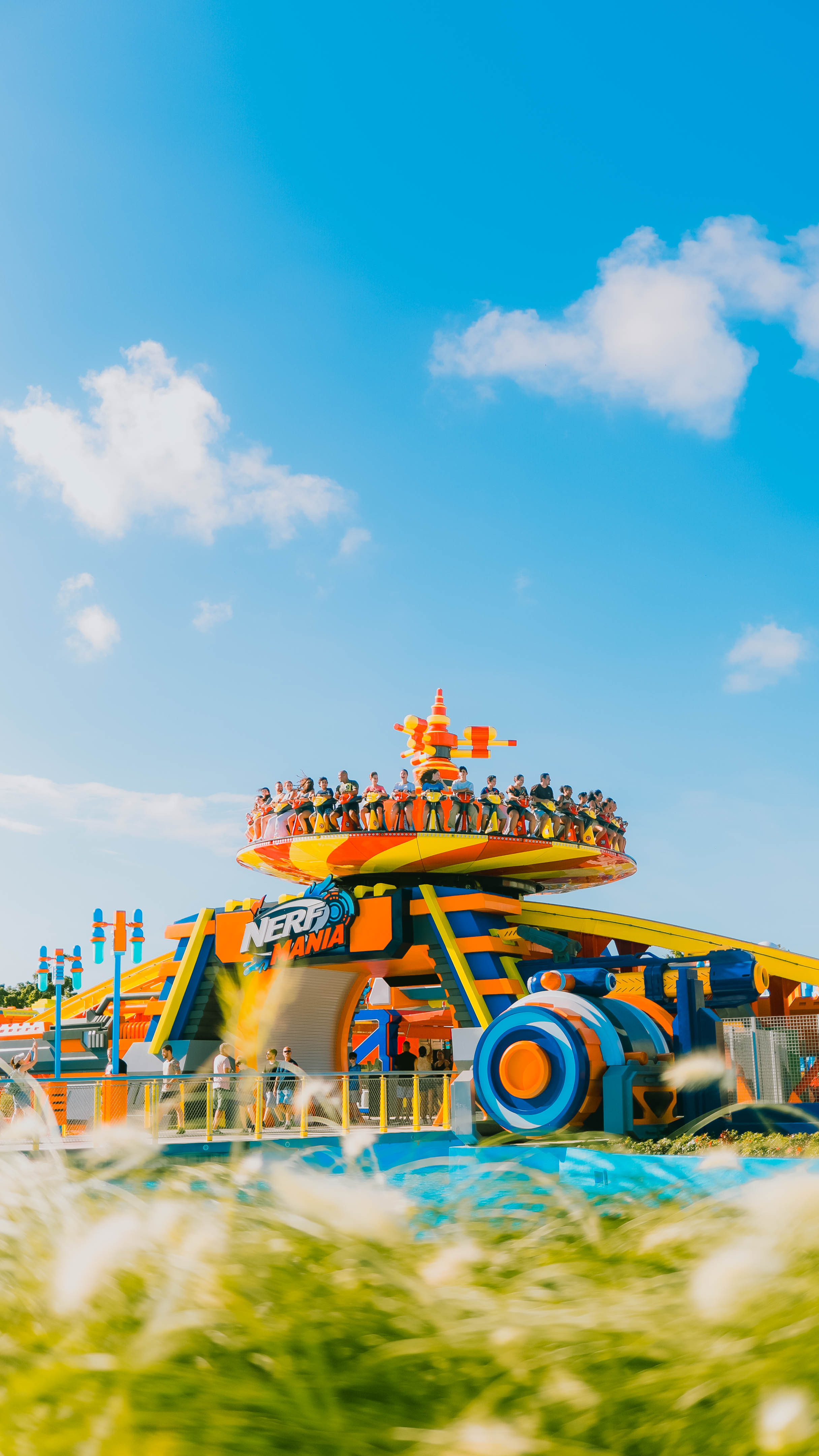
Atração Spin Blast na Nerf Mania

Anunciada inicialmente para as comemorações dos 30 anos do parque, e postergado para o aniversário de 31 anos, a nova área chamada Nerf Mania tem previsão de abertura para o segundo semestre de 2023 em parceria com a Hasbro. A área deverá abrigar novas atrações importadas, lojas e restaurantes. Abaixo seguem as atrações já confirmadas na nova área:
| Atração                  | Tipo     | Descrição | Observação   |
| ------------------------ | -------- | --- | ------------ |
| Nerf Arcade              | Familiar | Atração do estilo tiro ao alvo mas em ambiente digital, com cenários dinâmicos, pontuação e placar. | Pago a parte |
| Nerf Spin Blast          | Familiar | Do modelo Disk'o Coaster de fabricação da Zamperla, é uma atração em que o passageiros ficam sentados na borda de um disco que gira enquanto percorre o circuito, atravessando uma "colina" (que também é portal de entrada da área) até as extremidades.                                                      |              |
| Nerf Super Soaker Splash | Familiar | Do modelo Watermania de fabricação da Zamperla, é uma atração similar as clássicas xicaras malucas, mas que conta com lançadores de água gerando uma competição entre os passageiros. Pessoas fora da atração também podem participar da brincadeira com lançadores posicionados próximo as grades da atração. |              |

## Eventos
O Beto Carrero World já contou com vários eventos, sendo os mais visitados o Thriller Nights, uma homenagem ao rei do pop Michael Jackson, e a Ilha Das Trevas, onde a Ilha Dos Piratas é inteiramente tematizada com tons sombrios e assustadores.[carece de fontes?] O quadro atual do parque conta com eventos gastronômicos e culturais.
- Desfile Geral (1995-2008)/Parada Mágica (2014-2016): Considerado um show, este desfile acontecia as 17 horas na rua principal e contava com veículos customizados, animais e artistas que se apresentavam nos shows do parque, e as vezes até com o próprio Beto Carrero em cima de seu cavalo, o Faísca. O desfile percorria as principais ruas do parque marcando gerações de visitantes. Foi cancelado em 2008 após a morte do Sergio Murad, o Beto Carrero. Em 2014, o desfile retornou com uma nova roupagem usando os personagens da DreamWorks e com o nome de Parada Mágica. Em meados de 2016 no entanto, o parque voltou a cancelar esse show.
- Thriller Nights (2009): evento do tipo terror em homenagem ao "Rei do Pop" Michael Jackson, falecido no mesmo ano.
- Ilha Das Trevas (2010-2011): evento do tipo terror, com apenas duas edições, o evento acontecia na Ilha dos Piratas.
- Dream Valley Festival (2012-2014): evento de música eletrônica.
- Oktoberfest Beto Carrero (2020-Atual): evento que gerou polêmica, por ser realizado durante a pandemia, porém o parque seguiu a risca todos os protocolos de segurança e o evento foi um sucesso de público. Segue no quadro de eventos e conta com parceria da Oktoberfest de Blumenau.
- Festival MasterChef Brasil (2021-Atual): evento gastronômico com licenciamento do programa MasterChef Brasil e que abriga quiosques espalhados pelo parque com pratos, sobremesas e bebidas típicas de vários países.[15]
- Natal do Shrek (2014-2024): evento de natal com show especial na praça de eventos na entrada do parque e que conta com personagens da DreamWorks. Costuma acontecer entre meados de novembro e dura até março.[16]
- No Ritmo de Trolls (2024-Atual): novo show anunciado para a Praça de Eventos, com foco nos personagens Trolls e em outras franquias da DreamWorks.

## Controvérsias
Em 2009, pouco depois da inauguração da montanha-russa Fire Whip, um funcionário que fazia manutenção na parte de baixo desta sofreu uma queda, vindo a cair em uma parte rochosa. Após ser internado, o funcionário morreu dias depois.
Em novembro de 2011, durante a apresentação de carros Extreme Show, um motociclista atingiu um carro durante a apresentação e deu três piruetas no ar antes de cair. Saíram ilesos tanto o motociclista quanto o motorista do carro.
Em fevereiro de 2013, uma estudante teve o couro cabeludo arrancado enquanto pilotava um kart no parque. O cabelo dela acabou enroscando no motor do equipamento, uma vez que ela não usava a balaclava protetora que, segundo ela, não lhe foi fornecida.
Em outubro de 2022, poucos dias antes do 2° turno da Eleição Presidencial do Brasil, a Beto Carrero World divulgou uma promoção em suas redes sociais que oferecia 25% de desconto a eleitores de Luiz Inácio Lula da Silva que fossem ao parque com roupas na cor vermelha (fazendo referência ao Partido dos Trabalhadores) e lá ficassem das 8 horas da manhã até as 17 horas, no dia do pleito, impedindo-os assim de comparecer às urnas para votar.  Diante disso, o Partido dos Trabalhadores se pronunciou, em nota, citando o artigo 299 do Código Eleitoral, afirmando que "é crime: "dar, oferecer, prometer, solicitar ou receber, para si ou para outrem, dinheiro, dádiva, ou qualquer outra vantagem, para obter ou dar voto e para conseguir ou prometer abstenção, ainda que a oferta não seja aceita". Após, o Tribunal Regional Eleitoral registrou mais de 150 denúncias de crime eleitoral vinculadas pelo aplicativo Pardal - ferramenta da Justiça Eleitoral para denúncias de crimes eleitorais - e pelo Ministério Público que afirmou, em caso de representação, levar a ocorrência à Procuradoria Geral da República, órgão responsável por analisar denúncias de caráter eleitoral. 